# Orotone

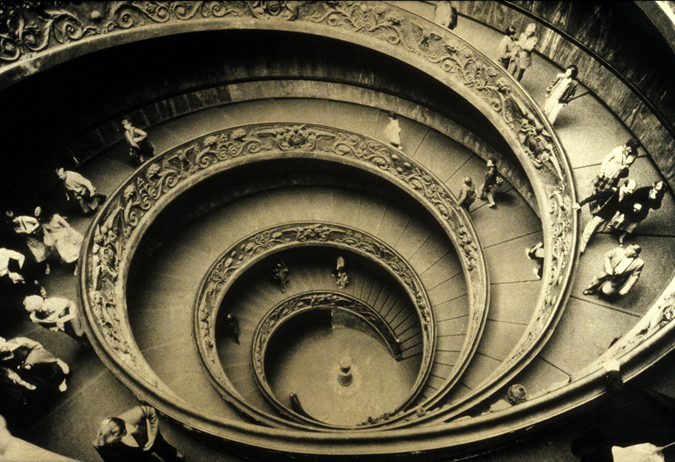
"Doble espiral de los Museos Vaticanos ", impresión orotónica de Sally Larsen, 1983

Un orotone o tono dorado es uno de los muchos tipos de impresión fotográfica que se puede hacer desde un negativo. Se crea una fotografía de orotono imprimiendo un positivo en una placa de vidrio recubierta previamente con una emulsión de gelatina de plata. Después de la exposición y el desarrollo, la parte posterior de la placa se recubre con aceite de plátano impregnado con pigmento de color dorado, para obtener una imagen dorada. Alternativamente, la placa de vidrio desarrollada se puede hojear a mano con pan de oro de 23 quilates. Al imprimirse en vidrio, las imágenes de orotono son extremadamente frágiles y a menudo requieren marcos especializados para evitar roturas. Se pueden hacer otros tipos de impresiones con el mismo negativo utilizado para hacer un orotono. En consecuencia, las impresiones de gelatina de plata y los platinotipos (impresiones de platino y paladio) también son realizadas por quienes producen impresiones de orotonos.

## Antes y ahora

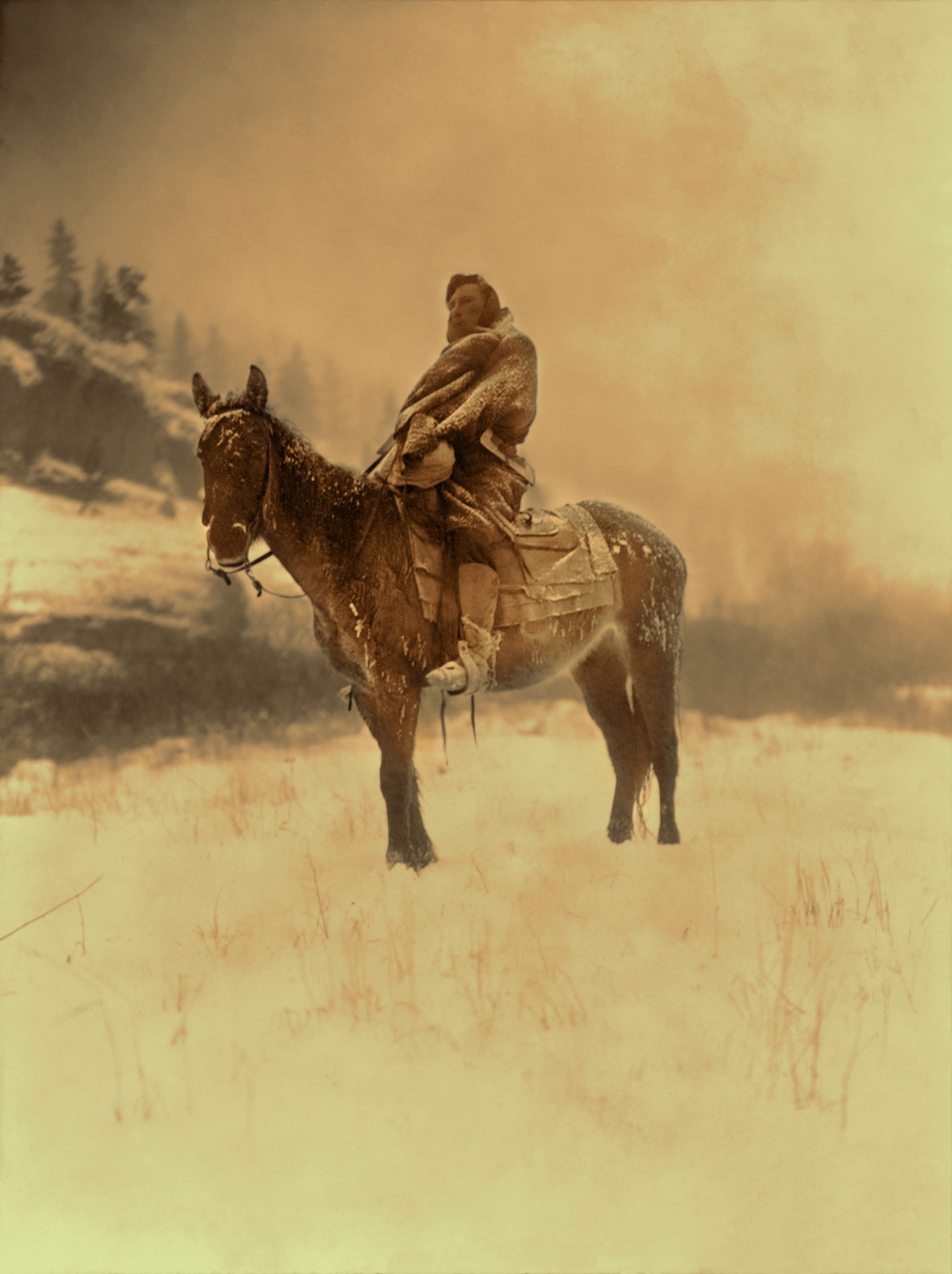
Un falso orotone creado en Photoshop emulando los colores de un orotono real

La fabricación de impresiones orotónicas era arte contemporáneo a principios del siglo XX. Los orotonos a menudo se ven en interiores asociados con el movimiento Arts and Crafts. Muchos de estos orotonos son del fotógrafo de Seattle Edward S. Curtis, quien produjo cientos de fotografías de orotones de nativos americanos durante su carrera. Curtis desarrolló el "Curt-Tone", utilizando técnicas que, según él, eran superiores.
Curtis promovió su proceso de la siguiente manera: 
Sally Larsen (que hojea cada plato desarrollado a mano) y Ryan Zoghlin son practicantes modernos de la fotografía orotone.